# Bibliothèque de Jaffna
La bibliothèque de Jaffna, de son nom officiel Bibliothèque publique de Jaffna (யாழ்ப்பாணப் பொது நூலகம் (yazhppanap pothu nulakam) en tamoul ; යාපනය මහජන පුස්තකාලය (yapanaya mahajana pustakalaya) en cinghalais ; Jaffna Public Library en anglais), est une bibliothèque située à Jaffna, au Sri-Lanka. Au début des années 1980, elle était l'une des plus grandes bibliothèques d'Asie, avec plus de 97 000 livres et manuscrits.

## Histoire
Elle a été constituée en plusieurs phases depuis 1933, modestement à partir d'une collection privée de Kanagasabai Mudalithambi Chellappah. Avec la contribution d'autres figures de l'élite jaffnaise, cette collection s'enrichie et devient une bibliothèque à part entière, constituée notamment de manuscrits et de documents anciens issus du Nord du Sri Lanka,. Le révérend irlandais Timothy M.F. Long, recteur du Saint Patrick's College de Jaffna, est une personnalité importante dans la création de la bibliothèque, qui a sollicité de nombreuses personnalités ou institutions étrangères afin d'obtenir des fonds ou des ouvrages. Il parvient à faire mécéner le projet par l'ambassadeur américain et la haut-commissaire britannique à Ceylan, et à négocier une ristourne conséquente pour l'acquisition de livres avec la maison d'édition et chaîne de librairie britannique W. H. Smith & Son. 
La bibliothèque prend forme en 1959, avec l'inauguration d'une première aile du bâtiment par Alfred Duraiappah, alors le maire de Jaffna. Construit dans le style indo-sarracénique avec des influences dravidiennes, le bâtiment de la bibliothèque a été conçu par l'architecte S. Narasimhan de Madras, et son aménagement ainsi que l'organisation des ouvrages ont fait appel à la consultation du bibliothécaire indien S. R. Ranganathan de Delhi.
Elle fut incendiée le 1er juin 1981 par une foule de manifestants constituée de policiers et de civils cinghalais, en représailles à l'assassinat de deux officiers de police (un cinghalais et un tamoul) la veille, le 31 mai 1981, lors du rassemblement politique d'un parti séparatiste local, le Tamil United Liberation Front,. Elle a depuis été reconstruite, sans changement majeur dans la structure et l'apparence du bâtiment. Certains présentent sa destruction comme l'un des éléments déclencheur de la Guerre civile du Sri Lanka, car la plupart des ouvrages étaient en tamoul et les incendiaires cingalais. Du moins, cet évènement est révélateur de la montée des tensions sur l'île et précurseur de la guerre civile. Pour Sachi Sri Kantha (en), l'incendie de la bibliothèque de Jaffna est un acte de vandalisme survenu fortuitement, plutôt qu'un acte planifié et à dessein.
La première bibliothèque contenait avant l'incendie environ 95 000 livres et manuscrits, dont des olai suvadi (tamoul : ஓலை சுவடி ; Ola leaf manuscript en anglais sri lankais; manuscrit sur ôles en français), c'est-à-dire des manuscrits écrits sur des feuilles de palme, ainsi que des travaux et des manuscrits liés à de grandes figures intellectuelles jaffnaises et srilankaises, comme Ananda Coomaraswamy et Isaac Thambiah. L'autodafé ou « bibliocauste » de celle-ci constitue une perte certaine dans l'histoire et le patrimoine du Sri Lanka et des tamouls srilankais, plus spécifiquement des populations tamoulophones de la péninsule jaffnaise. Cette bibliothèque ayant contenue à la fois des rares textes et documents anciens du Nord du Sri Lanka, tout comme une part importante des productions écrites de la période moderne à Jaffna. Néanmoins, hormis quelques documents bien identifiés, tels que le Yalpana Vaipava Malai (en) (un recueil mythique de l'histoire du Sri Lanka et de Jaffna), des ouvrages de Robert Knox et de Philippe Baldée, il n'y a pas d'inventaire connu des éléments conservés à la bibliothèque,,. Ainsi de grands doutes demeurent sur l'étendu de la collection qui y était maintenue, et les œuvres exactes qui y figuraient. Le contenu original de la bibliothèque fait cependant l'objet d'une importante spéculation dans les discours partisans tenus dans la région et au-delà, qui suraccentuent le caractère ancien et exceptionnel de celui-ci à l'échelle de l'Asie. 